# Lokeend

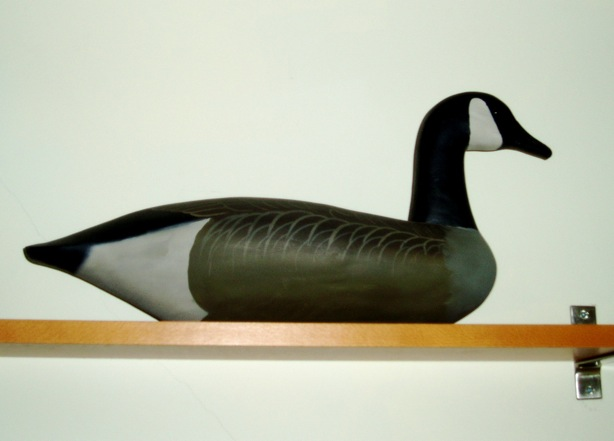
Gans gemaakt door Bob Biddle

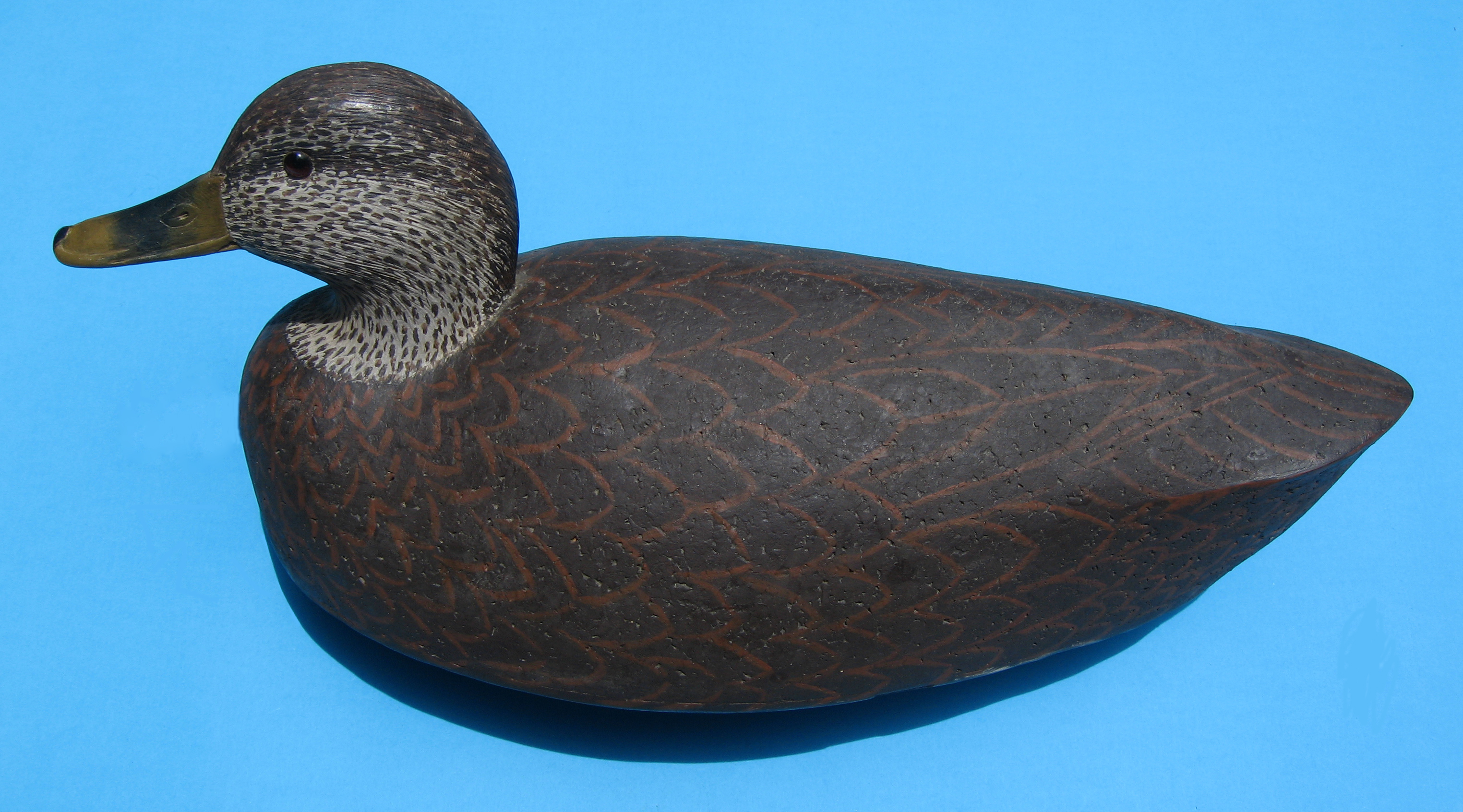
Zwarte eend door Cigar Daisey

Een lokeend is een kunstmatig voorwerp dat lijkt op een echte eend. Lokeenden werden gebruikt bij eendenkooien om echte eenden te lokken. De Engelse benaming "decoy" is dan ook afgeleid van het Nederlandse eendenkooi.
Lokeenden zijn historisch uit hout gesneden of kurk, maar moderne lokeenden worden ook wel uit canvas of plastic gemaakt.
Lokeenden worden vaak geverfd, vaak erg uitgebreid en nauwkeurig, om diverse waterdieren voor te stellen.